# Douglas XB-31
Douglas XB-31 – projekt ciężkiego bombowca z okresu II wojny światowej. Powstał w odpowiedzi na konkurs rozpisany w 1940 roku przez Korpus Powietrzny Armii Stanów Zjednoczonych na „superbombowiec” o maksymalnej prędkości 640 km/h, zasięgu 8500 km i ładowności 907 kg bomb. W odpowiedzi powstały cztery projekty ocenione przez Armię, mające oznaczenia Boeing XB-29, Lockheed XB-30, Douglas XB-31 i Consolidated XB-32
Douglas XB-31, wewnętrzne oznaczenie firmy Model 423, był największą i najcięższą projektowaną konstrukcją. Planowano, że będzie napędzany czterema silnikami Pratt & Whitney R-4360 o mocy ponad 3000 KM każdy, masa własna miała wynosić prawie 50 ton, a maksymalna masa startowa prawie 90 ton. Piloci mieli siedzieć w osobnych kabinach (podobnego rozwiązania użyto w C-74 Globemaster i XB-42 Mixmaster). Załoga miała składać się łącznie z 8 osób, a planowane uzbrojenie obronne składało się z dwóch działek 37 mm w ogonie samolotu i 4 karabinów maszynowych 12,7 mm, po dwa w wieżyczce górnej i dolnej. Maksymalny ładunek bomb miał wynosić ponad 11 000 kg.
Pomimo że projekt przedstawiał się niezmiernie interesująco, w maju 1941 został zakończy przez dowództwo Armii, które zdecydowało się kontynuować prace tylko na XB-29 (i „w razie czego” także nad XB-32). Pomimo niższych osiągów, projekt XB-29 był na znacznie dalszym stadium rozwoju. Boeing rozpoczął prace nad samolotem jeszcze przed rozpisaniem konkursu na „superbombowiec”.